# Cherkizovo
Cherkizovo (Черкизово en cyrillique ; Tcherkizovo en translittération française) est une entreprise russe d'élevage et de transformation de bovin, de porc et de volaille.

## Histoire
La première usine de transformation, la Cherkizovsky Meat Processing Plant (CMPP) ouvre ses portes à Moscou en 1974. Dans les années 1990, l'entreprise est dirigée par l'homme d'affaires Igor Babaïev qui en devient le propriétaire.
En 2005, CMPP fusionne avec l'entreprise Mikhailovsky et forme le groupe Cherkizovo, groupe qui fait son entrée l'année suivante aux bourses de Moscou et de Londres. En 2007, le groupe fait l'acquisition du producteur de volailles Kurinoe Tsarstvo. En 2009, le groupe enregistre un chiffre d'affaires d'$1 milliard.
En 2011, le groupe Cherkizovo élève 1 million de porcs. En 2012, le groupe se diversifie dans l'agriculture de graines. La même année, une coentreprise est établie avec le groupe espagnol Grupo Fuertes pour la production de viande de dinde. En septembre 2015, cette coentreprise mène au lancement d'une usine de production de viande de dinde en Russie qui prévoit une production annuelle de 50 000 tonnes de viande, le tout pour un investissement de $125 millions. Le chiffre d'affaires de la société en Russie en 2024 s'élève à 280 millions d'euros.
En novembre 2014, à la suite de l'embargo appliqué par l'État russe sur les produits occidentaux (en représailles des conflits en Ukraine), le groupe Cherizkovo enregistre des ventes record de volaille et de porc, un chiffre d'affaires multiplié par 8 au 3e trimestre 2014 comparé à l'année précédente.

## Activité
En 2014, le groupe Cherkizovo vend pour 800 millions de tonnes de viande, produit 1,4 million de tonnes de graines dédiées à son élevage, et enregistre un chiffre d'affaires de 1,8 milliard de dollars.